# Grentheville
Grentheville é uma comuna francesa na região administrativa da Normandia, no departamento Calvados. Estende-se por uma área de 4,09 km². Em 2010 a comuna tinha 962 habitantes (densidade: 235,2 hab./km²).